# Pampero

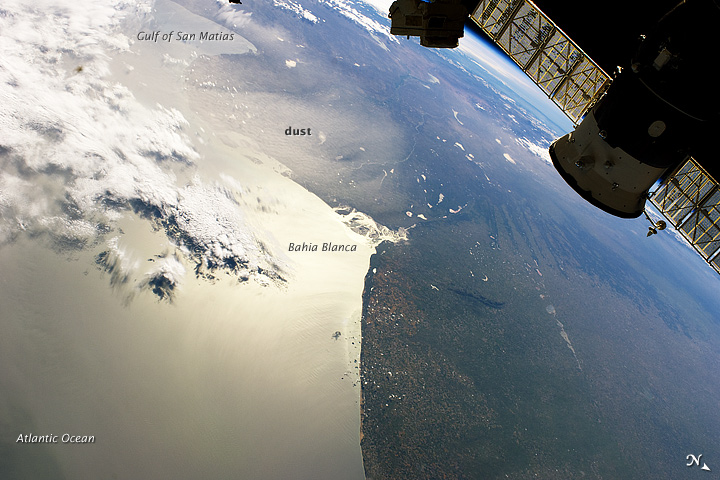

Pampero (em português:  pampeiro) é uma rajada de ar polar frio que vem do oeste, sudoeste ou sul e percorre os pampas do sul do Brasil, Argentina e Uruguai. Este vento (muitas vezes violento) surge durante a passagem de uma frente fria. Assume a forma de uma linha de instabilidade e há uma queda acentuada na temperatura após a sua passagem. O pampero é mais comum no inverno, principalmente entre os meses de maio a agosto. Durante os verões na região ao redor de Buenos Aires, as tempestades do pampero são um recurso bem-vindo, marcando o fim de longos períodos de alta umidade e calor intenso.